# Parapucaya amazonica
Parapucaya amazonica är en skalbaggsart som beskrevs av Heinrich Bernward Prell 1934. Parapucaya amazonica ingår i släktet Parapucaya och familjen Dynastidae. Inga underarter finns listade i Catalogue of Life.